# Мастрюково (Самарская область)
Мастрюково — населённый пункт (тип: железнодорожная станция) в Волжском районе Самарской области России. Входит в состав сельского поселения Курумоч.

## География
Находится вблизи западной окраины посёлка Власть Труда. Между посёлком и станцией находится ДПК Озёрный.

## Топоним
Станция названа одноимённо Мастрюковским озёрам (комплексный памятник природы регионального значения с 1989 года).

## История
Станция открыта в 1962 году.

## Население
| 2010 |
| ---- |
| 108  |

## Инфраструктура
Путевое хозяйство Куйбышевской железной дороги.
ДПК Озёрный.

## Транспорт
Развит железнодорожный транспорт. Остановочный пункт пригородного направления: «Самара — Жигулёвское море».
Через остановочный пункт осуществляются пригородные перевозки пассажиров в Тольятти и Жигулёвск.
Вблизи расположен международный аэропорт «Курумоч».